# Беки (Чечня)
Беки — покинутый аул в Галанчожском районе Чеченской Республики.

## География
Расположен на правом берегу реки Кей-Эхк, к юго-востоку от районного центра Галанчож.
Ближайшие развалины бывших аулов: на северо-востоке — бывшие аулы Эрстахо и Коричу, на северо-западе — бывший аул Шюнда, на юго-востоке — бывший аул Басхой, на юго-западе — бывший аул Баст-Хайхи.

## История
Аул Беки ликвидирован в 1944 году после депортации чеченцев. После восстановления Чечено-Ингушской АССР в 1956 году чеченцам было запрещено селиться в данном районе.